# Macropygia
Macropygia Swainson, 1837 è un genere di uccelli della famiglia Columbidae.

## Tassonomia
Comprende le seguenti specie:
- Macropygia unchall (Wagler, 1827) - tortora cuculo barrata
- Macropygia amboinensis (Linnaeus, 1766) - tortora cuculo beccosottile
- Macropygia doreya Bonaparte, 1854
- Macropygia emiliana Bonaparte, 1854 - tortora cuculo rossiccia
- Macropygia cinnamomea Salvadori, 1892
- Macropygia modiglianii Salvadori, 1887
- Macropygia magna Wallace, 1864 - tortora cuculo fosca
- Macropygia timorlaoensis Meyer, 1884
- Macropygia macassariensis Wallace, 1865
- Macropygia tenuirostris Bonaparte, 1854 - tortora cuculo delle Filippine
- Macropygia phasianella  (Temminck, 1821) - colomba fagiano
- Macropygia rufipennis Blyth, 1846 - tortora cuculo delle Andamane
- Macropygia nigrirostris Salvadori, 1876 - tortora cuculo becconero
- Macropygia mackinlayi E.P.Ramsay, 1878 - tortora cuculo di Mackinlay
- Macropygia ruficeps (Temminck, 1835) - tortora cuculo minore